# Devillea subterranea
Devillea subterranea är en mångfotingart som beskrevs av Karl Wilhelm Verhoeff 1943. Devillea subterranea ingår i släktet Devillea och familjen Xystodesmidae. Inga underarter finns listade i Catalogue of Life.